# Блинков, Владимир Георгиевич
Владимир Георгиевич Блинков (10 (23) июня 1901, Москва, Российская империя — 21 сентября 1974, Москва, РСФСР, СССР) — советский футболист, выступавший на позиции нападающего, а также футбольный тренер. Заслуженный тренер СССР (1957). Младший брат Константина Блинкова.

## Карьера

### Клубная
Владимир Блинков начинал клубную карьеру в клубной команде ЗКС в 1915 году, с 1921 — во взрослой. Также выступал за «Моссовет» (1923, по июль), ВТОПАС (1923, с августа), «Красную Пресню» (1924) и «РкимА/Серп и Молот» (1925—1932).
В 1927—1931 годах выступал за сборные Москвы и РСФСР.

### Тренерская
В 1934-35 работал с клубом «Динамо» (Ленинабад).
Тренировал клубы «Строители» (Баку) (1936, по июль), «Дзержинец»-СТЗ (Сталинград) (1936, с августа), «Темп» из Баку (1937—1938, по сентябрь) и московский «Буревестник» (1939—1941).
Участник Великой Отечественной войны, кавалер ордена Красной Звезды.
В 1946 году стал главным тренером московского «Локомотив».
Впоследствии стал тренировать футбольную и хоккейную команды стадиона «Юные пионеры» в Москве (1947—1956), где воспитал многих именитых футболистов и хоккеистов, таких как Михаил Гершкович и Виктор Якушев.
Также среди его учеников футболисты Виталий Артемьев, Анатолий Коршунов, хоккеисты Юрий Баулин, Эдуард Иванов, Юрий Пантюхов, Генрих Сидоренков, Николай Снетков, Юрий Волков.

## Достижения
- Чемпион Москвы (3): 1922 (осень), 1924 (весна), 1932 (осень)
- Чемпион РСФСР: 1927
- Победитель Всесоюзной Спартакиады[9]: 1928